# Рено 4
Рено 4 (фр. Renault 4) је француски аутомобил и један од најпопуларнијих и најпродаванијих аутомобила у свету. Производио се од 1961. до 1993. године у 17 земаља, а од 1974. до 1992. и у СФРЈ, у фабрици ИМВ у Новом Месту.

## Историјат развоја
Крајем педесетих година 20. века, Реноови инжењери и дизајнери почели су са радом на развоју новог модела. Тадашњи директор Реноа, Пјер Драјфус, пред њих је поставио неколико задатака:
- достићи замену за модел 4ЦВ, који је у периоду од 1947. до 1961. продат у преко милион примерака
- направити јефтин путнички аутомобил са великим пртљажним простором и
- који ће моћи да конкурише ситроеновом спачеку, фолксвагеновој буби и мини морису.

Године 1958. донета је одлука о почетку новог развојног програма, а 1959. после бројних и дуготрајних разматрања донета је одлука о коначном дизајну новог модела. Производња првих модела, под називом Р4, почела је 3. августа 1961. године у фабрици у близини Париза. Интернационална премијера модела Р4 била је на Сајму аутомобила у Франкфурту, септембра 1961. године. Први модели били су опремљени четвороцилиндричним моторима радне запремине 747 cc и 23 KS и имали су тростепени мењач. А већ 1963. године унапређени су мотором од 845 сс и 26 КС. Године 1965. модел Р4 је званично преименован у Рено 4, а фебруара 1966. је продат милионити примерак. Године 1968. добили су нови четворостепени и синхронизовани мењач, а 1973. појачани мотор радне запремине 845 сс и 34 КС. Године 1979. лансиран је нови модел под називом Рено 4 ГТЛ. Овај модел имао је четвороцилиндрични мотор радне запремине 1108 сс и 34 КС. Производња Реноа 4 је престала 1993. године, а укупно је произведено 8.135.424 комада. Поред Француске, Рено 4 се производио и широм света у: Анголи, Аргентини, Белгији, Гани, Заиру, Ирској, Југославији, Колумбији, на Мадагаскару, Мароку, Португалији, Обали Слоноваче, Тунису, Уругвају, Чилеу, Шпанији, Италији.